# Dešenice
Dešenice (Duits: Deschenitz) is een Tsjechische vlek (městys) in de regio Pilsen, en maakt deel uit van het district Klatovy. Dešenice telt 696 inwoners (2023).

## Geschiedenis
- 1272 – De eerste schriftelijke vermelding van Dešenice.
- 2006 – De gemeente Dešenice krijgt (opnieuw) de status vlek.[1]